# CRO Race de 2019
A 14.ª edição da CRO Race foi uma carreira ciclista por etapas que se disputou na Croácia entre o 1 e 6 de outubro de 2019. Esta foi a primeira edição que a carreira levou este nome, anteriormente se chamava Tour da Croácia.
A competição fez parte do UCI Europe Tour de 2019 dentro da categoria 2.1. O vencedor final foi o britânico Adam Yates da Mitchelton-Scott seguido do italiano Davide Villella da Astana e o espanhol Víctor de la Parte da CCC.

## Equipas participantes
Tomaram parte na carreira 18 equipas dos quais 4 são de categoria UCI WorldTeam, 5 de categoria Profissional Continental e 9 de categoria Continental, quem conformaram um pelotão de 115 ciclistas dos quais finalizaram 96. As equipas participantes foram:
| Equipes WorldTeam (4)- Bahrain-Merida - Astana - Mitchelton-Scott - CCC Team Equipes profissionais Continentais (5)- Israel Cycling Academy - Androni Giocattoli-Sidermec - Delko-Marseille Provence - Bardiani CSF - Vital Concept-B&B Hotels Equipes Continentais (9)- Tirol KTM Cycling Team - Felbermayr Simplon Wels - Team Illuminate - Adria Mobil - Ljubljana Gusto Santic - Metec-TKH Continental Cyclingteam p/b Mantel - Wibatech Merx - Hrinkow Advarics Cycleang - P&S Metalltechnik |
| |

## Percorrido
| Etapa | Data   | Percurso                 | type            | Distância (km) | Vencedor             | Líder geral          |
| ----- | ------ | ------------------------ | --------------- | -------------- | -------------------- | -------------------- |
| 1     | 1 out. | Osijek – Lipik           | etapa escarpada | 200            | Marko Kump           | Marko Kump           |
| 2     | 2 out. | Slunj – Zadar            | etapa escarpada | 183            | Eduard-Michael Grosu | Eduard-Michael Grosu |
| 3     | 3 out. | Okrug – Makarska         | etapa escarpada | 63,5           | Yevgeniy Gidich      | Yevgeniy Gidich      |
| 4     | 4 out. | Starigrad – Gorski kotar | etapa escarpada | 155            | Dušan Rajović        | Yevgeniy Gidich      |
| 5     | 5 out. | Rabac – Platak           | alta montanha   | 136            | Adam Yates           | Adam Yates           |
| 6     | 6 out. | Sveta Nedelja – Zagreb   | etapa plana     | 154            | Alessandro Fedeli    | Adam Yates           |

## Classificações finais
As classificações finalizaram da seguinte forma:

### Classificação geral
| \| Classificação geral \| Classificação geral \| Classificação geral \| Classificação geral \| Classificação geral \| \| Ciclista \| Ciclista \| Equipe \| Tempo \| \| \| ------------------- \| ------------------- \| ------------------------ \| ------------------- \| ------------------- \| \| 1. \| Adam Yates \| Mitchelton-Scott \| 20h57m05s \| \| \| 2. \| Davide Villella \| Astana \| + 22s \| \| \| 3. \| Víctor de la Parte \| CCC Team \| + 29s \| \| \| 4. \| Andrey Zeits \| Astana \| + 42s \| \| \| 5. \| Domen Novak \| Bahrain-Merida \| + 50s \| \| \| 6. \| Alexis Guérin \| Delko Marseille Provence \| + 1m09s \| \| \| 7. \| Pierre Rolland \| Vital Concept-B&B Hotels \| + 1m25s \| \| \| 8. \| Brent Bookwalter \| Mitchelton-Scott \| + 1m42s \| \| \| 9. \| Sjoerd Bax \| Metec-TKH-Mantel \| + 1m45s \| \| \| 10. \| Radoslav Rogina \| Adria Mobil \| + 2m09s \| \| |                    |                          |           |
| |                    |                          |           |
| |                    |                          |           |
| Classificação geral |                    |                          |           |
| Ciclista | Ciclista           | Equipe                   | Tempo     |
| 1. | Adam Yates         | Mitchelton-Scott         | 20h57m05s |
| 2. | Davide Villella    | Astana                   | + 22s     |
| 3. | Víctor de la Parte | CCC Team                 | + 29s     |
| 4. | Andrey Zeits       | Astana                   | + 42s     |
| 5. | Domen Novak        | Bahrain-Merida           | + 50s     |
| 6. | Alexis Guérin      | Delko Marseille Provence | + 1m09s   |
| 7. | Pierre Rolland     | Vital Concept-B&B Hotels | + 1m25s   |
| 8. | Brent Bookwalter   | Mitchelton-Scott         | + 1m42s   |
| 9. | Sjoerd Bax         | Metec-TKH-Mantel         | + 1m45s   |
| 10. | Radoslav Rogina    | Adria Mobil              | + 2m09s   |

### Classificação por pontos
| Classificação por pontos | Classificação por pontos | Classificação por pontos | Classificação por pontos | Classificação por pontos |
| Ciclista                 | Ciclista                 | Equipe                   | Pontos                   |                          |
| ------------------------ | ------------------------ | ------------------------ | ------------------------ | ------------------------ |
| 1.                       | Alexander Edmondson      | Mitchelton-Scott         | 72 pts                   |                          |
| 2.                       | Yevgeniy Gidich          | Astana                   | 52 pts                   |                          |
| 3.                       | Dušan Rajović            | Adria Mobil              | 45 pts                   |                          |
| 4.                       | Marko Kump               | Adria Mobil              | 41 pts                   |                          |
| 5.                       | Adam Yates               | Mitchelton-Scott         | 36 pts                   |                          |

### Classificação da montanha
| Classificação da montanha | Classificação da montanha | Classificação da montanha | Classificação da montanha | Classificação da montanha |
| Ciclista                  | Ciclista                  | Equipe                    | Pontos                    |                           |
| ------------------------- | ------------------------- | ------------------------- | ------------------------- | ------------------------- |
| 1.                        | Adam Yates                | Mitchelton-Scott          | 22 pts                    |                           |
| 2.                        | Riccardo Zoidl            | CCC Team                  | 20 pts                    |                           |
| 3.                        | Domen Novak               | Bahrain-Merida            | 17 pts                    |                           |
| 4.                        | Víctor de la Parte        | CCC Team                  | 16 pts                    |                           |
| 5.                        | Davide Villella           | Astana                    | 15 pts                    |                           |

### Classificação dos jovens
| Classificação dos jovens | Classificação dos jovens | Classificação dos jovens | Classificação dos jovens | Classificação dos jovens |
| Ciclista                 | Ciclista                 | Equipe                   | Tempo                    |                          |
| ------------------------ | ------------------------ | ------------------------ | ------------------------ | ------------------------ |
| 1.                       | Vadim Pronskiy           | Astana                   | 21h00m38s                |                          |
| 2.                       | Luca Covili              | Bardiani CSF             | + 1m38s                  |                          |

### Classificação por equipas
| Classificação por equipes | Classificação por equipes | Classificação por equipes | Classificação por equipes |
| Equipe                    | Equipe                    | Tempo                     |                           |
| ------------------------- | ------------------------- | ------------------------- | ------------------------- |
| 1.                        | Astana                    | 62h55m38s                 |                           |
| 2.                        | CCC Team                  | + 1m10s                   |                           |
| 3.                        | Vital Concept-B&B Hotels  | + 3m02s                   |                           |
| 4.                        | Delko-Marseille Provence  | + 5m20s                   |                           |
| 5.                        | Mitchelton-Scott          | + 6m42s                   |                           |

## Evolução das classificações
| Etapa                 | Vencedor              | Classificação geral  | Classificação por pontos | Classificação da montanha | Classificação dos jovens | Classificação por equipas |
| --------------------- | --------------------- | -------------------- | ------------------------ | ------------------------- | ------------------------ | ------------------------- |
| 1.ª                   | Marko Kump            | Marko Kump           | Marko Kump               | Markus Wildauer           | Dušan Rajović            | Astana                    |
| 2.ª                   | Eduard-Michael Grosu  | Eduard-Michael Grosu | Eduard-Michael Grosu     | Markus Wildauer           | Vadim Pronskiy           | Astana                    |
| 3.ª                   | Yevgeniy Gidich       | Yevgeniy Gidich      | Alex Edmondson           | Markus Wildauer           | Georg Zimmermann         | Astana                    |
| 4.ª                   | Dušan Rajović         | Yevgeniy Gidich      | Alex Edmondson           | Markus Wildauer           | Georg Zimmermann         | Mitchelton-Scott          |
| 5.ª                   | Adam Yates            | Adam Yates           | Alex Edmondson           | Adam Yates                | Vadim Pronskiy           | Astana                    |
| 6.ª                   | Alessandro Fedeli     | Adam Yates           | Alex Edmondson           | Adam Yates                | Vadim Pronskiy           | Astana                    |
| Classificações finais | Classificações finais | Adam Yates           | Alex Edmondson           | Adam Yates                | Vadim Pronskiy           | Astana                    |

## UCI World Ranking
A CRO Race outorgou pontos para o UCI World Ranking para corredores das equipas nas categorias UCI WorldTeam, Profissional Continental e Equipas Continentais. As seguintes tabelas mostram o barómetro de pontuação e os 10 corredores que obtiveram mais pontos:
| Posição             | 1.º | 2.º | 3.º | 4.º | 5.º | 6.º | 7.º | 8.º | 9.º | 10.º | 11.º | 12.º | 13.º-15.º | 16.º-25.º |
| Classificação geral | 125 | 85  | 70  | 60  | 50  | 40  | 35  | 30  | 25  | 20   | 15   | 10   | 5         | 3         |
| Por etapa           | 14  | 5   | 3   |     |     |     |     |     |     |      |      |      |           |           |
| Líder               | 3   |     |     |     |     |     |     |     |     |      |      |      |           |           |

| Classificação |                    |                                  |       |       |       |       |
| Posição       | Ciclista           | Equipa                           | Geral | Etapa | Líder | Total |
| ------------- | ------------------ | -------------------------------- | ----- | ----- | ----- | ----- |
| 1.º           | Adam Yates         | Mitchelton-Scott                 | 125   | 14    | 3     | 142   |
| 2.º           | Davide Villella    | Astana                           | 85    | 5     | -     | 90    |
| 3.º           | Víctor de la Parte | CCC                              | 70    | 3     | -     | 73    |
| 4.º           | Andrey Zeits       | Astana                           | 60    | -     | -     | 60    |
| 5.º           | Domen Novak        | Bahrain Merida                   | 50    | -     | -     | 50    |
| 6.º           | Alexis Guérin      | Delko Marseille Provence         | 40    | -     | -     | 40    |
| 7.º           | Pierre Rolland     | Vital Concept-B&B Hotels         | 35    | -     | -     | 35    |
| 8.º           | Brent Bookwalter   | Mitchelton-Scott                 | 30    | -     | -     | 30    |
| 9.º           | Yevgeniy Gidich    | Astana                           | 3     | 19    | 6     | 28    |
| 10.º          | Sjoerd Bax         | Metec-TKH Continental p/b Mantel | 25    | -     | -     | 25    |